# Älvkarleby
Älvkarleby, es un poblado, ubicado en el municipio homónimo, en la Provincia de Uppsala, en Suecia. En 2010, el pueblo contaba con 1,647 habitantes. A pesar de tener el mismo nombre que el municipio, no es la sede de este, ya que esta se ubica en Skutskär, 7 kilómetros al norte de Älvkarleby.